# Volo Aeroflot 1802
Il volo Aeroflot 1802 (in russo Рейс 1802 Аэрофлота?, Rejs 1802 Aeroflota) era un volo commerciale partito da Vinnycja a Mosca schiantatosi dopo un blocco improvviso del timone e delle eliche il 15 maggio 1976. Morirono tutti i 52 passeggeri e membri dell'equipaggio a bordo dell'aereo.

## L'aereo
L'aereo coinvolto nell'incidente era un Antonov An-24RV immatricolato CCCP-46534 sotto l'Aeroflot. Il velivolo uscì dallo stabilimento di assemblaggio il 27 febbraio 1975. Sul suo ruolino di servizio accumulò 2.996 ore di volo e 2.228 cicli di pressurizzazione.

## L'equipaggio
Sei membri dell'equipaggio erano a bordo del volo. L'equipaggio della cabina di pilotaggio era composto da:
- Comandante Fëdor Čumak
- Copilota Viktor Paščenko
- Navigatore Pëtr Maksimenko
- Navigatore in formazione Viktor Kozlov
- Ingegnere di volo Ivan Uchan

## Cronologia del volo
Sopra il cielo della regione di Černihiv erano presenti delle nubi temporalesche per tutta la durata del volo. Era presente un vento leggero che soffiava da sud-ovest su un rilevamento di 250° a 6 m/s, insieme a rovesci moderati. La visibilità a terra all'aeroporto era di 10 chilometri con una copertura di cumulonembi. Il volo 1802 stava volando a un'altitudine di 5700 metri con una velocità di 350 km/h quando alle 10:47 circa il timone deviò improvvisamente di 25° a destra, modificando l'angolo di rollio e l'imbardata. I piloti risposero rapidamente a questa deflessione regolando gli alettoni durante i loro tentativi di ridurre il rollio. Pochi secondi dopo il timone deviò di 9° e di conseguenza gli equilibratori alzarono l'aereo di 30° di beccheggio (naso alzato). L'aereo di linea raggiunse angoli di attacco molto pronunciati e quindi iniziò a scendere roteando a spirale. Al momento della rotazione le eliche erano bloccate. L'Antonov si schiantò a 14,5 chilometri a sud-est dell'aeroporto di Černihiv con un'inclinazione di 245° alle 10:48 a una velocità di discesa di quasi 100 m/s in volo fuori controllo. Tutte le 52 persone a bordo dell'aereo morirono nello schianto.

## Le cause
L'aereo era precipitato a causa della perdita di controllo provocata dalla deviazione del timone quando scollegarono l'autopilota, ma la causa principale della deviazione del timone non fu mai determinata. È possibile che uno dei piloti avesse accidentalmente premuto l'interruttore di controllo dell'assetto del timone. Il guasto elettrico potrebbe anche aver causato dei problemi meccanici.